# Springreiten

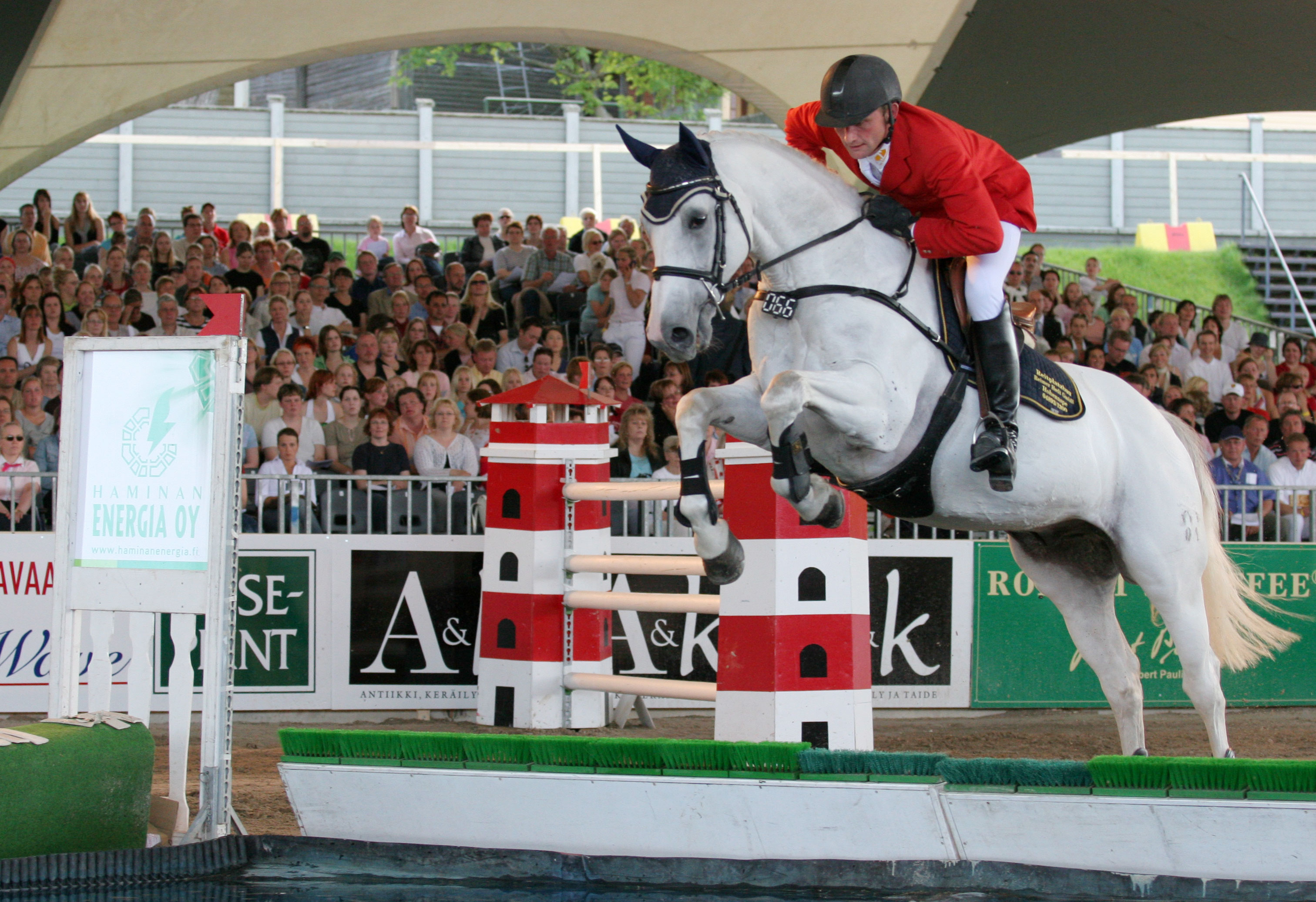
Wassergraben

Springreiten ist eine Disziplin des Pferdesports, bei dem Pferd und Reiter einen aus mehreren Hindernissen bestehenden Parcours in einer festgelegten Reihenfolge überwinden. Bei den Hindernissen kann es sich um Steilsprünge, Hochweitsprünge oder Geländehindernisse (Gräben, Wassergräben, Wälle, Billards) handeln. Hindernisse können einzeln, als Distanzen oder als offene/geschlossene Kombinationen mehrerer Einzelhindernisse auftreten.

## Ausbildung

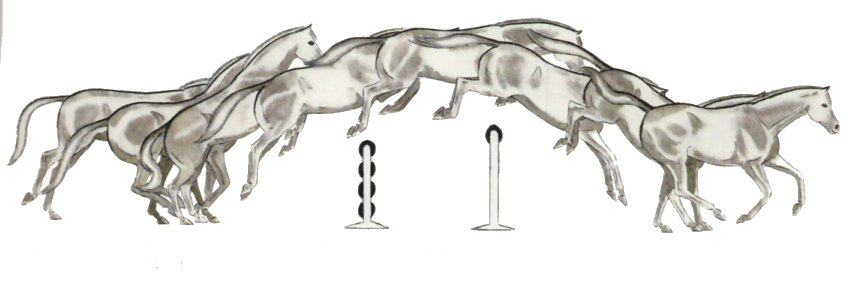
Phasen des Sprungs (Zeichnung)

Zur ausgewogenen Grundausbildung eines Pferdes gehört auch eine grundlegende Springausbildung. Auch heute noch gibt es Dressurprüfungen mit Gehorsamssprung.
In der Springausbildung werden unter anderem Stangenarbeit, Cavalettiarbeit, Trabsprünge, Doppellonge, Freispringen und Gymnastikreihen zur Schulung von Rhythmus und Koordination eingesetzt. Über dem Sprung soll das Pferd den Rücken aufwölben. Das Aufwölben des Rückens wird als Bascule bezeichnet.
Springgymnastik ist als Ausgleich auch bei der Gymnastizierung von Dressur- und Freizeitpferden sinnvoll. Insbesondere Takt- und Rückenprobleme können mit Springgymnastik verbessert werden.
Das Gymnastikspringen ist auch für fertig ausgebildete Springpferde wertvoll, da die Technik verbessert wird, ohne die Pferde allzu sehr zu belasten. Es gibt erfolgreiche Turnierreiter und Ausbilder, wie beispielsweise Ingrid Klimke oder Franke Sloothaak, die sich in Training und Ausbildung weitgehend auf Dressur und Springgymnastik beschränken und die hohen Sprünge vorwiegend auf Turnieren zeigen.

„Bei der praktischen Durchführung sind Hindernishöhen von 60–100 cm vollständig ausreichend und schützen die Beine vor übermässiger Beanspruchung. Kleine Sprünge - große Wirkung!“

Junge Pferde springen nach ersten Überzeugungen meist vertrauensvoll und willig über kleinere Hindernisse. Durch eine falsche Reittechnik können sie jedoch sehr schnell springunfreudig gemacht werden, man sagt dann, diese Pferde seien „sauer“. Diese Pferde neigen zum vermeintlich grundlosen Verweigern. Es ist sehr schwierig das Vertrauen eines sauren Pferdes wiederzugewinnen.

## Vorgang

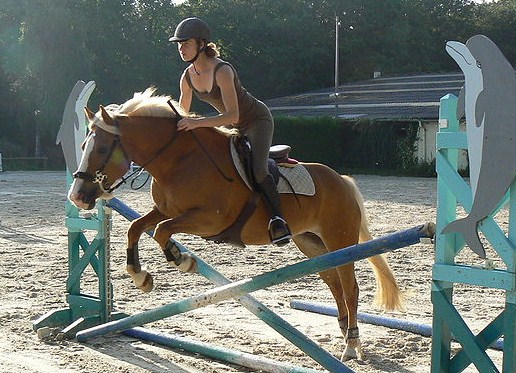
Die Bodenstange vor dem Kreuz dient als Absprunghilfe. Die Bodenstange unter dem Kreuz erleichtert das Taxieren.

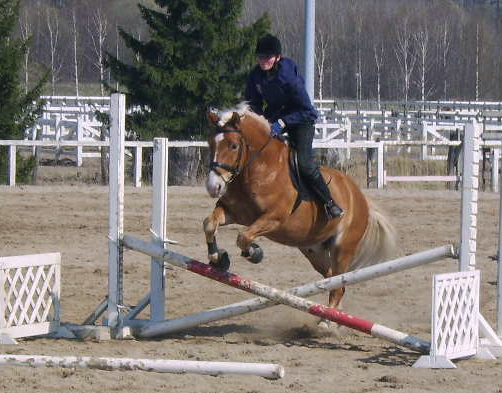
Nach dem Kreuz liegt eine Stange am Boden und zwingt das Pferd konzentriert und ruhig weiter zu galoppieren.

Der erste Schritt ist das Anreiten zum Hindernis. Dann folgt der Absprung mit den Hinterbeinen. Nach der Flugphase folgt die Landung auf den Vorderbeinen und das Weiterreiten nach dem Sprung. Die Flugphase kann biomechanisch als erweiterter Galoppsprung betrachtet werden.

### Anreiten
Das Anreiten erfolgt in einem gleichmäßigen Rhythmus im frischen Grundtempo auf dem richtigen Anreitweg. Während der Grundausbildung ist der Anreitweg gerade und mittig zum Hindernis. Ein Kreuz ist in der Mitte niedriger. Das Pferd neigt von selber dazu an der niedrigsten Stelle, also wie gewünscht in der Mitte, zu springen.

### Absprung
Die Schwierigkeit beim Springreiten besteht darin, ein Pferd an den Sprung so heran zu reiten, dass das Pferd beim Absprung eine optimale Flugkurve entwickeln kann. Das Pferd darf also nicht zu nah am Hindernis abspringen, und auch nicht in zu großer Entfernung, damit der höchste Punkt der Flugkurve über dem Hindernis ist. Als Faustregel gilt, dass der Abstand vom Hindernis beim Absprung etwa der Höhe des Hindernisses entsprechen sollte. Das heißt, bei einer Hindernishöhe von 1,20 Meter sollte das Pferd etwa 1,20 Meter vor dem Hindernis abspringen können. Es gibt feste Hindernishöhen für die bestimmten Klassen, dabei müssen 75 Prozent der der Sprünge in einem Parcours der vorgegebenen Höhe entsprechen (Toleranz ±3 cm). Auch werden bei der Linienführung des Parcours bei höheren Klassen zunehmende Anforderungen an die Rittigkeit des Pferdes und die taktische Übersicht des Reiters gestellt.

### Flugphase
Während der Flugphase folgt der Schwerpunkt des Pferdes einer Parabel, die das Pferd nicht mehr beeinflussen kann. Es kann jedoch und den Rücken aufwölben und über dem Hindernis den Kopf tief nehmen und mit Bascule springen. Außerdem kann es im richtigen Moment die Vorderbeine oder Hinterbeine anziehen.
Junge Pferde wechseln häufig den Galopp über dem Sprung. Ausgebildete Pferde landen in dem Galopp, den der Reiter anstrebt.

### Landung
Pferde landen zuerst mit dem äußeren Vorderbein. Die Landung ist eine große Belastung für die Vorderbeine, was zu Überlastung führen kann.

### Weiterreiten
Im ersten Galoppsprung nach der Landung balanciert sich das Pferd aus. Manche Pferde werden nach der Landung sehr schnell.

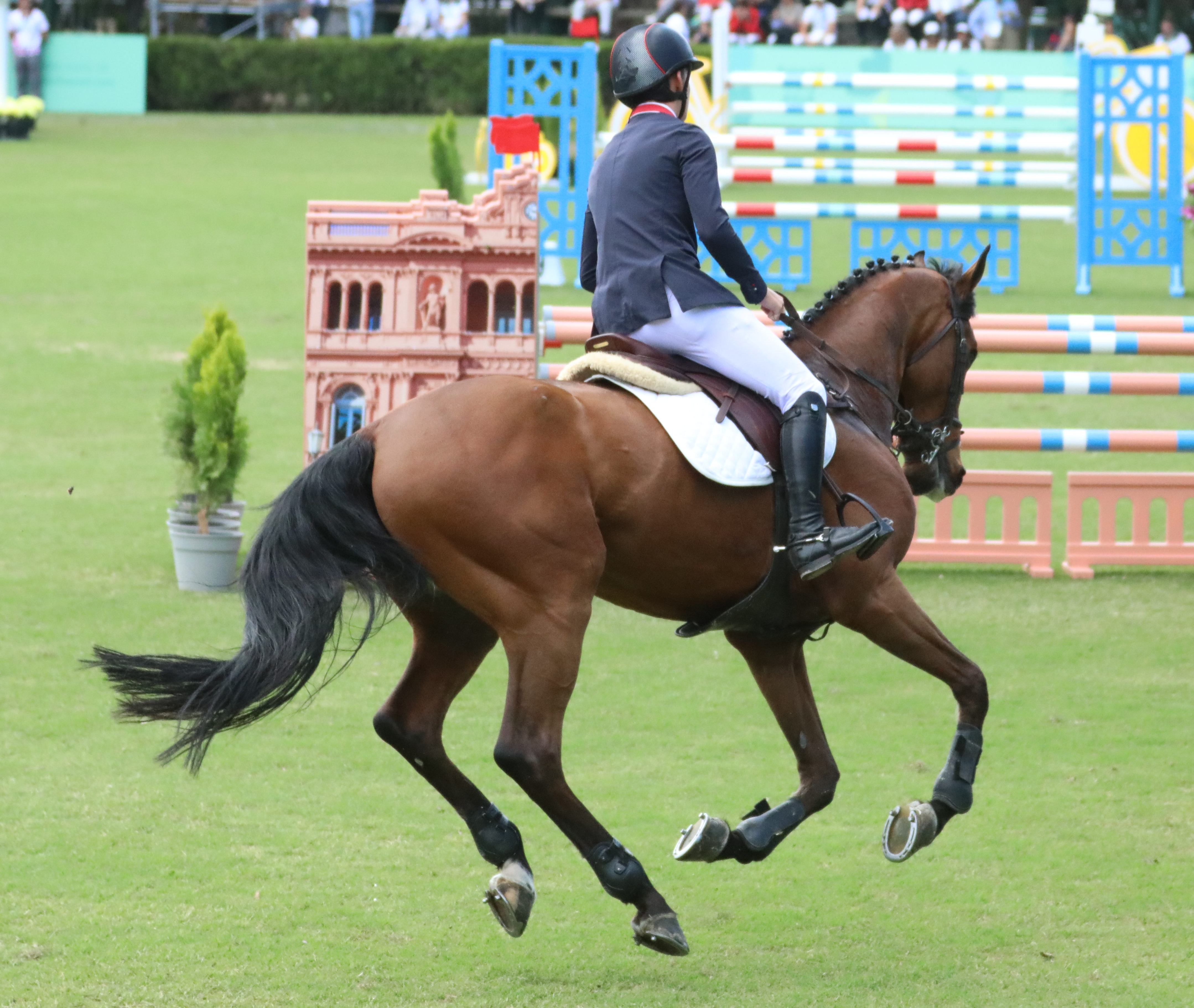
Anreiten
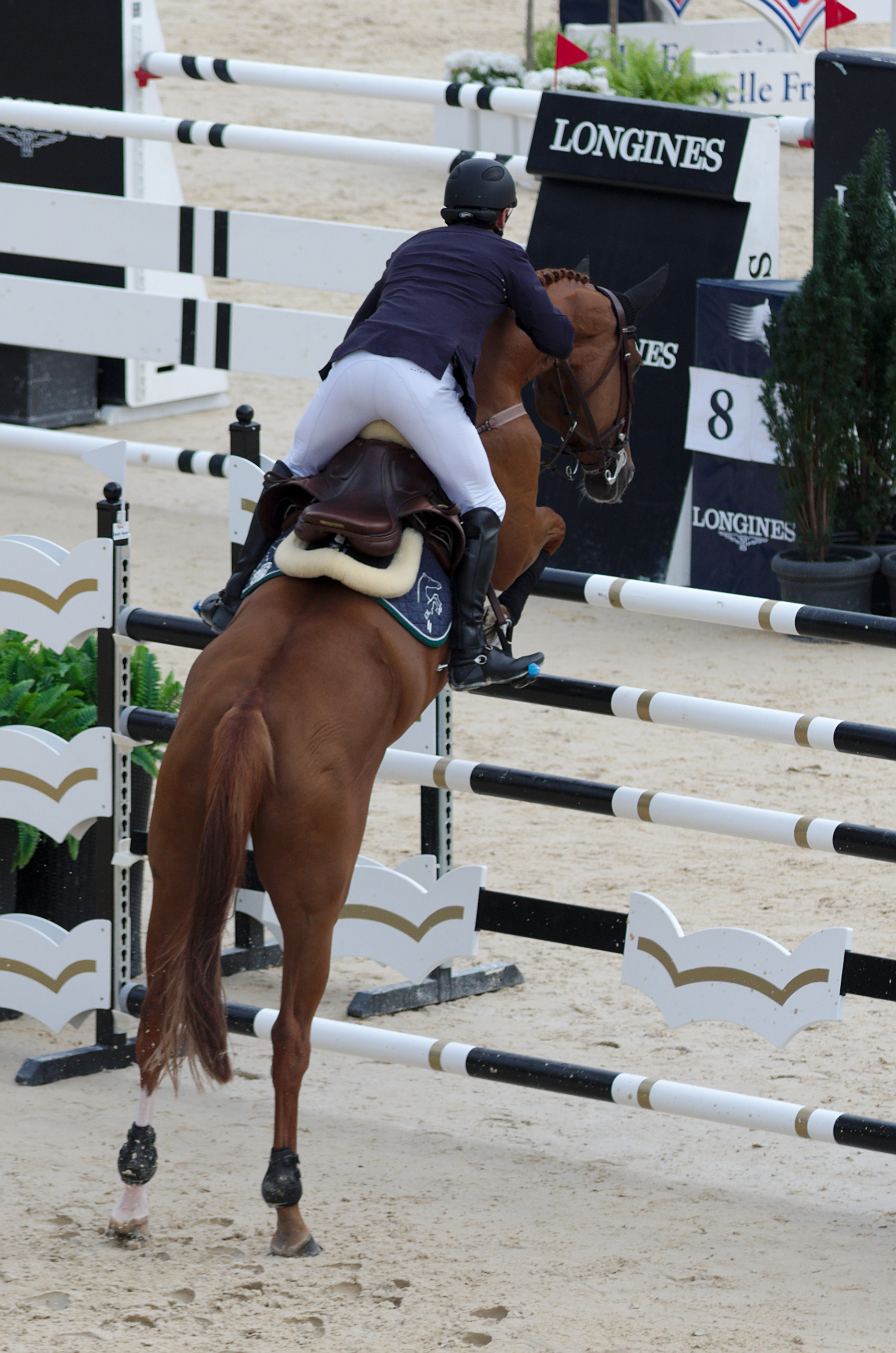
Absprung, Bascule
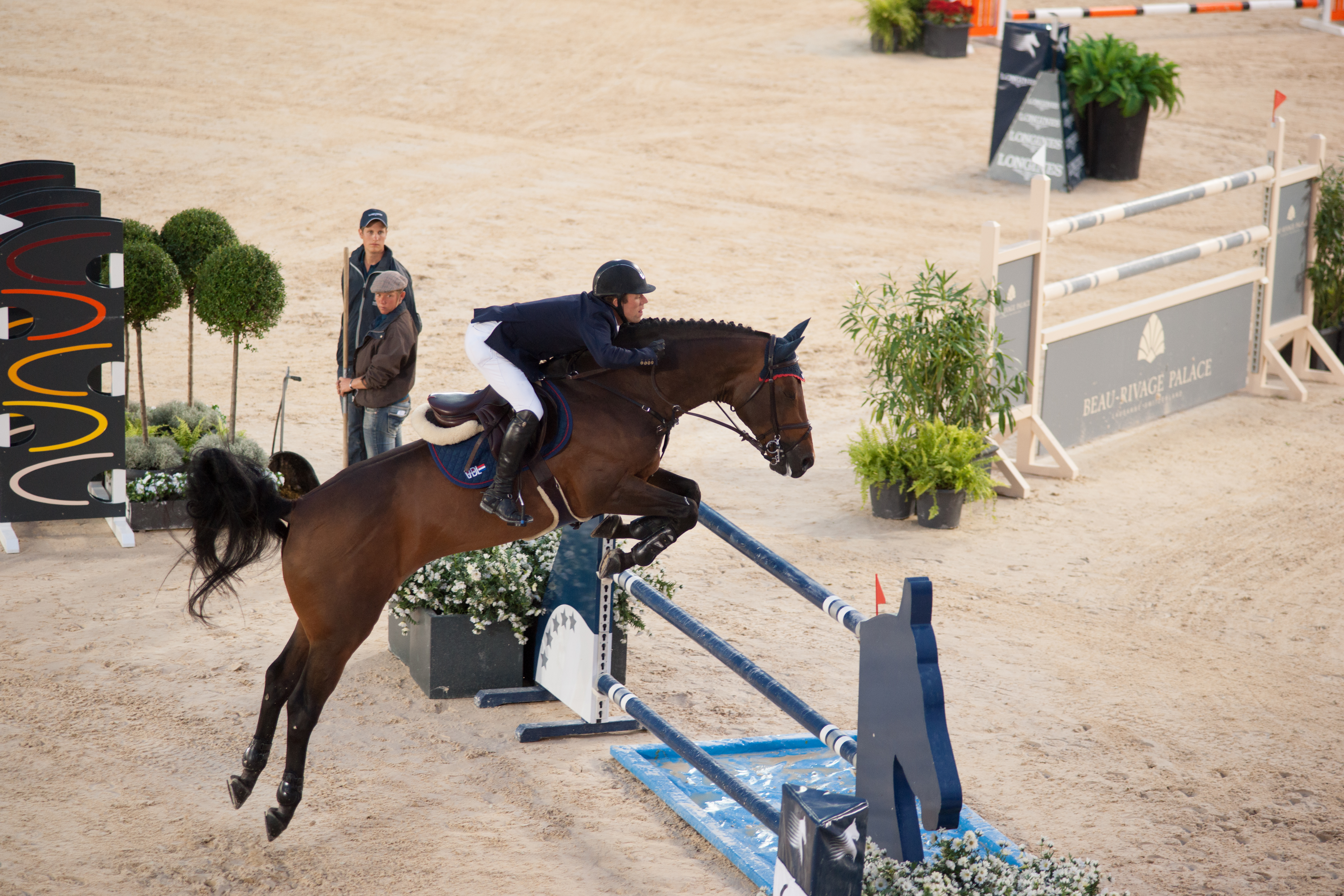
Anstieg, Vorderbeine anziehen
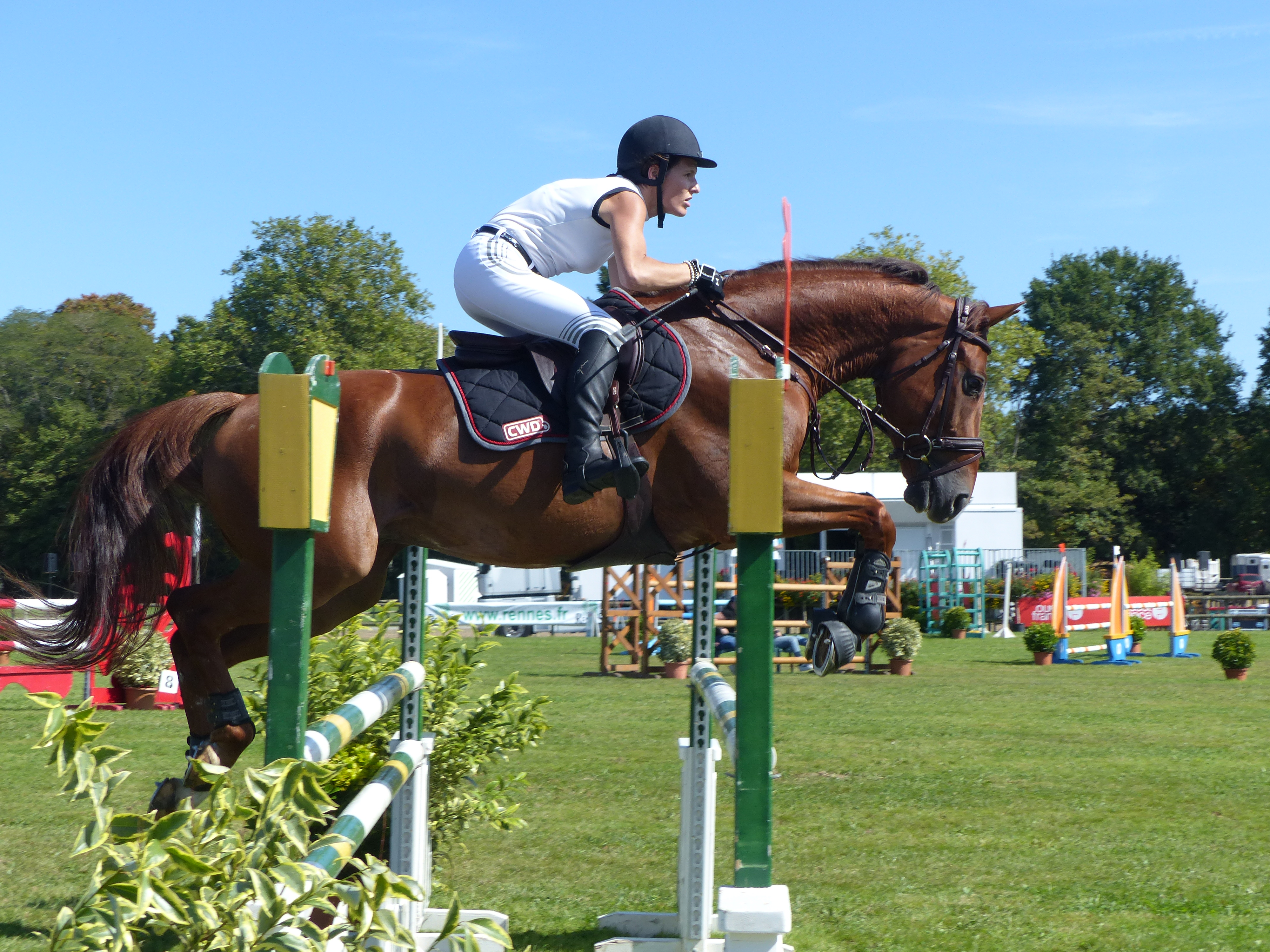
über dem Sprung
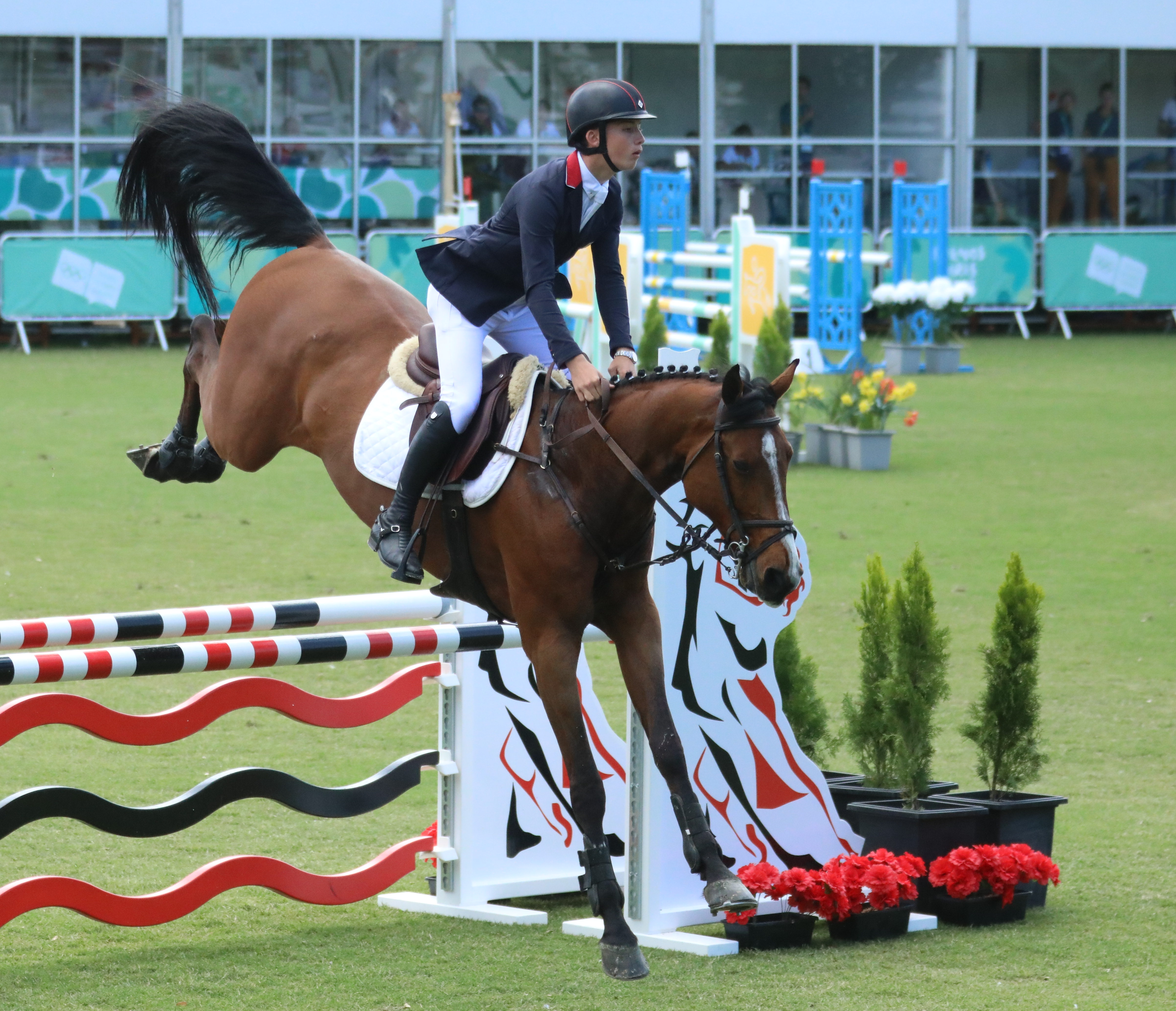
Hinterbeine anziehen
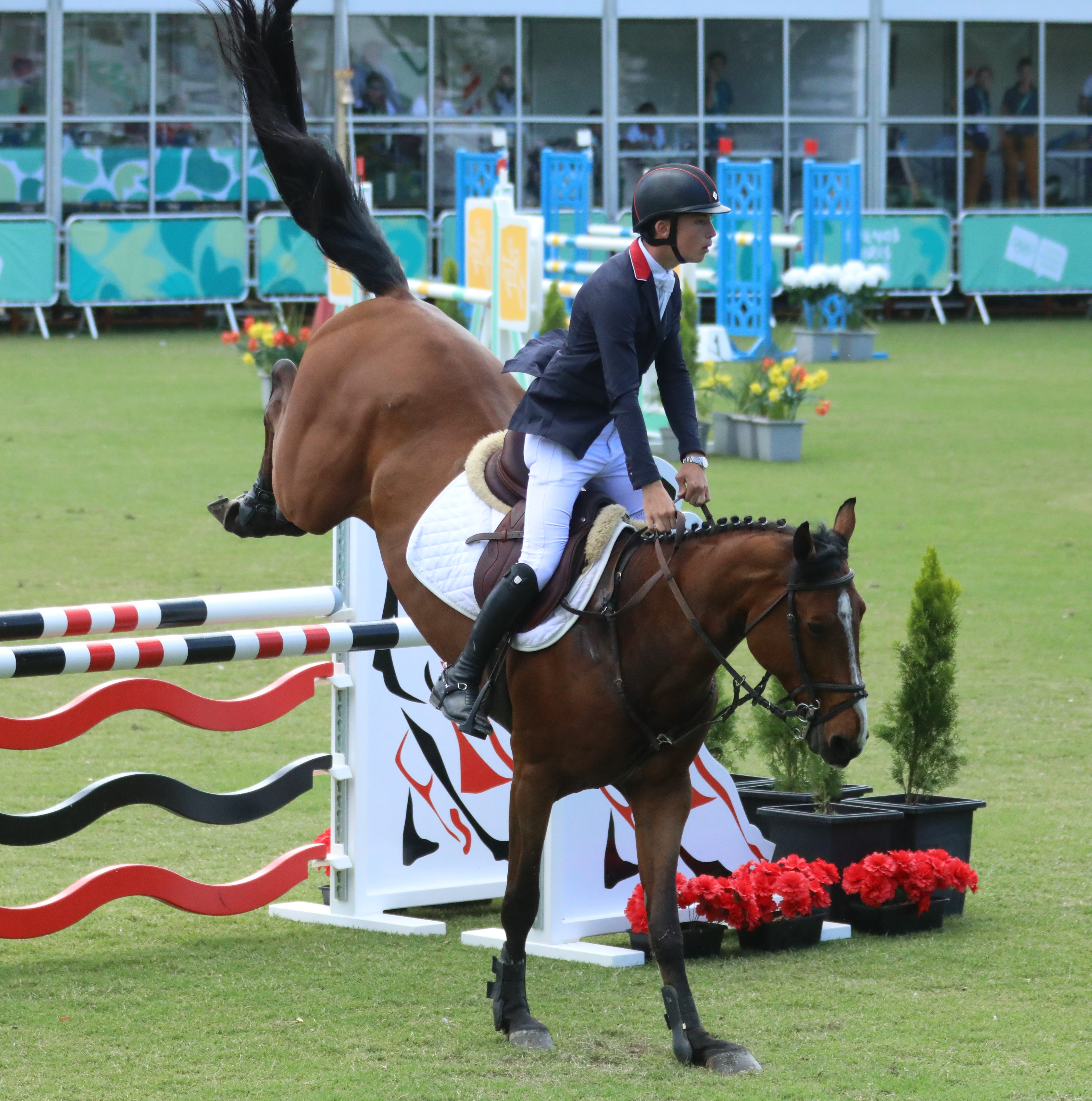
Landung
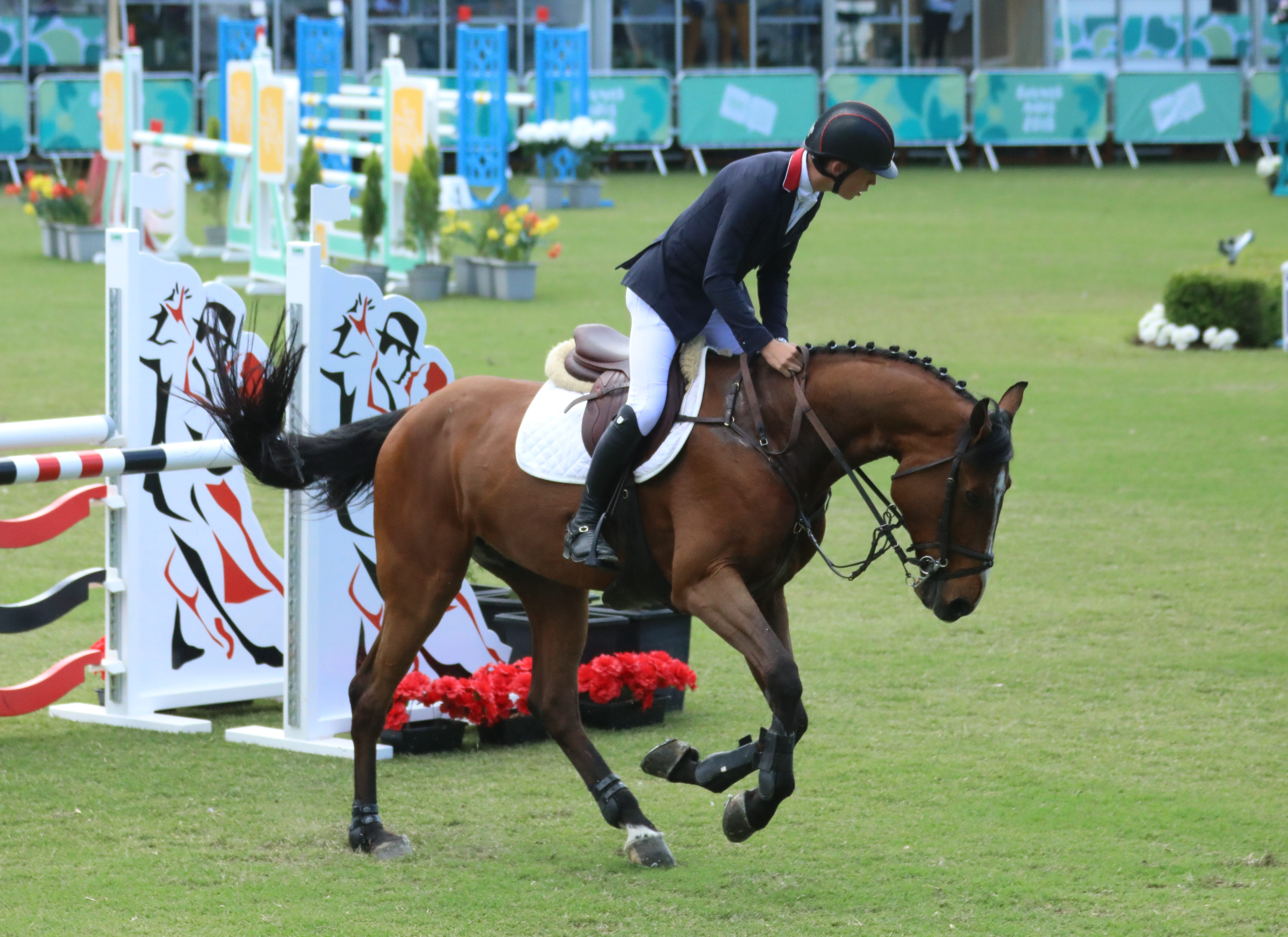
Weiterreiten

## Prüfungen im Springreiten

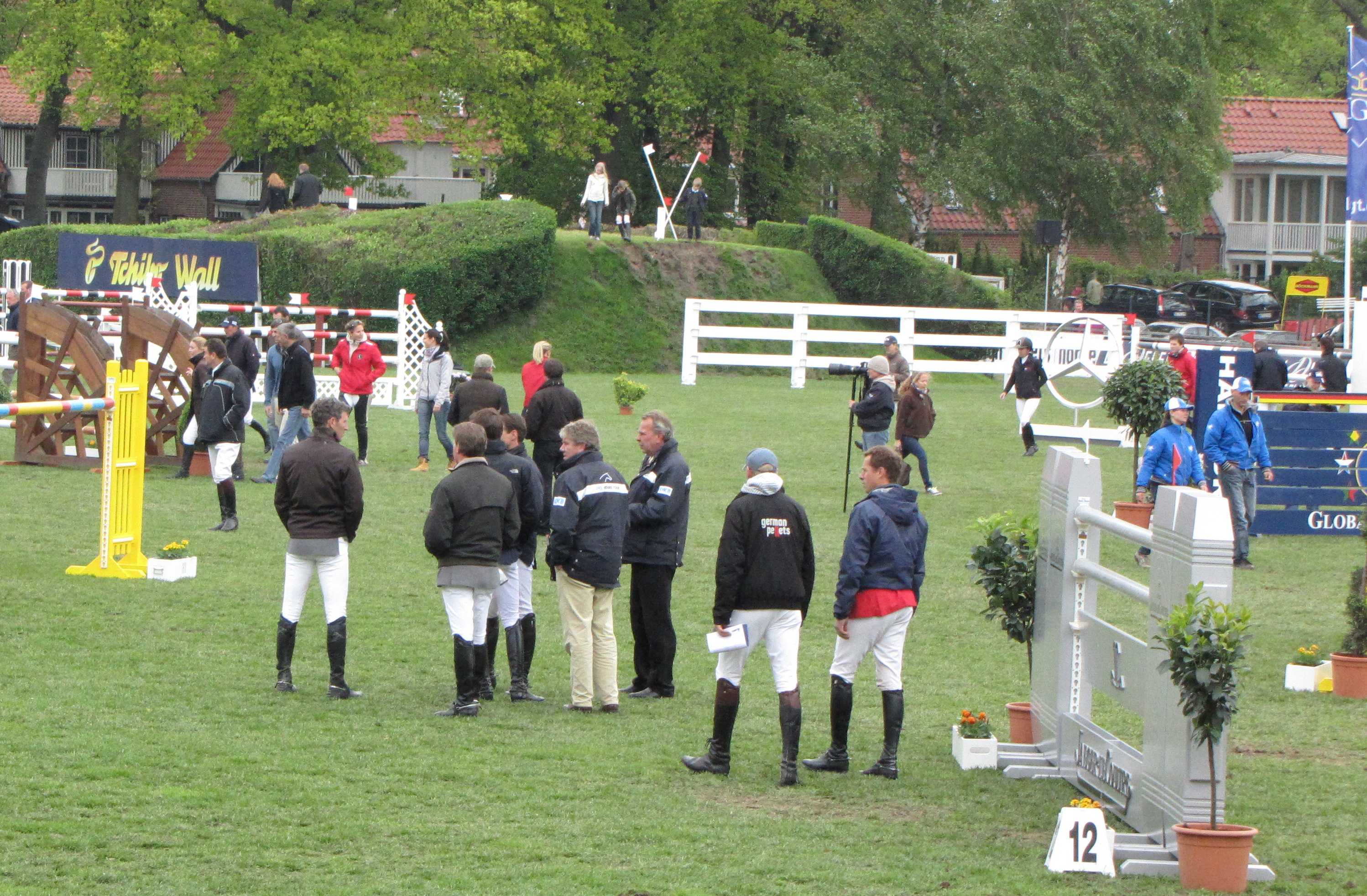
Parcours-Besichtigung

Vor dem Beginn einer Prüfungen im Springreiten kann der Parcours abgegangen werden, um die Distanzen und Wege genau zu besichtigen.
Es werden folgende Arten von Prüfungen im Springreiten unterschieden:
Springprüfung Eine Springprüfung kann nach verschiedenen Richtverfahren ausgetragen werden. Hierbei richtet sich das Ergebnis je nach Richtverfahren nach Fehlern, Zeit oder einer Kombination aus beidem.
StilspringenBeim Stilspringen wird der Reiter mit einer Wertnote von 0 bis 10 beurteilt. Für Hindernisfehler (Abwürfe) gibt es 0,5 Punkte Abzug, Unterbrechungen (z. B. Stehenbleiben, Ausweichen) führen beim ersten Mal zu 0,5 Punkten Abzug und beim zweiten Mal zum Ausschluss. Ein Sturz des Reiters und ein Sturz des Pferdes führt aus Gründen der Sicherheit ebenfalls zum sofortigen Ausschluss. Beim Stilspringen wird auf den Sitz geachtet. Auf langen Strecken soll der Reiter im leichten Sitz und das Pferd im Innengalopp sein.
SpringpferdeprüfungIm Rahmen einer Springpferdeprüfung wird die Ausbildung und Eignung eines jungen Pferdes (bis 7 Jahre) für den späteren Einsatz in Springprüfungen beurteilt. Die Pferde/Reiter bekommen Noten von 0 bis 10.

## Hindernisabmessungen
Gemäß dem internationalen Reglement des Weltpferdesportverbands FEI dürfen Hindernisse bei normalen Springprüfungen nicht höher als 1,70 m sein. Seit Ende der 2010er Jahre wird bei den schwersten Großen Preisen der Welt (CHIO Aachen, Spruce Meadows Masters) von diesen Maximalmaßen Gebrauch gemacht.
Die Abmessungen der Hindernisse betragen bei nationalen Turnieren in Deutschland bis zu 1,60 m in der Höhe und 2 m in der Tiefe. Wassergräben müssen mindestens 2,50 m und maximal 4,00 m weit sein. In Spezialspringprüfungen nach Richtverfahren D können diese Abmessungen überschritten werden (Barrierenspringen). Bei Turnieren sind je nach Klasse verschiedene Mindest- und Höchstmaße vorgeschrieben (nach LPO 2024). Der Turnierveranstalter muss neben der Klasse auch die Höhe der Springprüfung in der Ausschreibung angeben (z. B. Springprüfung Kl. E / 80 cm, Springprüfung Kl. M* / 125 cm).
| Klasse             | Höhe in cm | Breite in cm | 2-fache Kombinationen (max.) | 3-fache Kombinationen (max.) | max. Wassergrabenweite | min. Anzahl Hindernisse (Halle bis 1.200 m2) | min. Anzahl Hindernisse (Halle ab 1.200 m2) | min. Anzahl Hindernisse (im Freien) |
| ------------------ | ---------- | ------------ | ---------------------------- | ---------------------------- | ---------------------- | -------------------------------------------- | ------------------------------------------- | ----------------------------------- |
| E (Eingangsstufe)  | 80 / 85    | 80 / 85      | 1                            | keine                        | -                      | 6                                            | 7                                           | 8                                   |
| A* (Anfangsstufe)  | 90 / 95    | 90 / 95      | 2                            | keine                        | -                      | 6                                            | 7                                           | 9                                   |
| A** (Anfangsstufe) | 100 / 105  | 100 / 105    | 2                            | keine                        | 2,50 m                 | 7                                            | 8                                           | 9                                   |
| L (Leicht)         | 110 / 115  | 110 / 115    | 2                            | 1                            | 2,50 m                 | 7 / 8                                        | 8 / 9                                       | 10                                  |
| M* (Mittelschwer)  | 120 / 125  | 120 / 125    | 2                            | 1                            | 3,00 m                 | 8                                            | 9                                           | 11                                  |
| M** (Mittelschwer) | 130 / 135  | 130 / 135    | frei                         | frei                         | 3,00 / 3,50 m          | -                                            | 10                                          | 11                                  |
| S* (Schwer)        | 140        | beliebig     | frei                         | frei                         | 3,50 m                 | -                                            | 10                                          | 12                                  |
| S** (Schwer)       | 145        | beliebig     | frei                         | frei                         | 3,50 m                 | -                                            | 11                                          | 12                                  |
| S*** (Schwer)      | 150        | beliebig     | frei                         | frei                         | 4,00 m                 | -                                            | 11                                          | 12                                  |
| S**** (Schwer)     | 155 / 160  | beliebig     | frei                         | frei                         | 4,00 m                 | -                                            | 12                                          | 13                                  |

Bei einer Triplebarre ist eine Abweichung von ± 50 cm in der Weite zulässig. Ansonsten sind Abweichungen von −10 cm / +20 cm in der Weite möglich. Ab Klasse S* ist die Weite beliebig.
Je Parcours müssen 75 % der Sprünge (davon je ein Steilsprung und ein Oxer) die oben aufgeführten Höhen erfüllen (Abweichungstoleranz ±3 cm).

## Geschichte des Springreitens als Turniersport

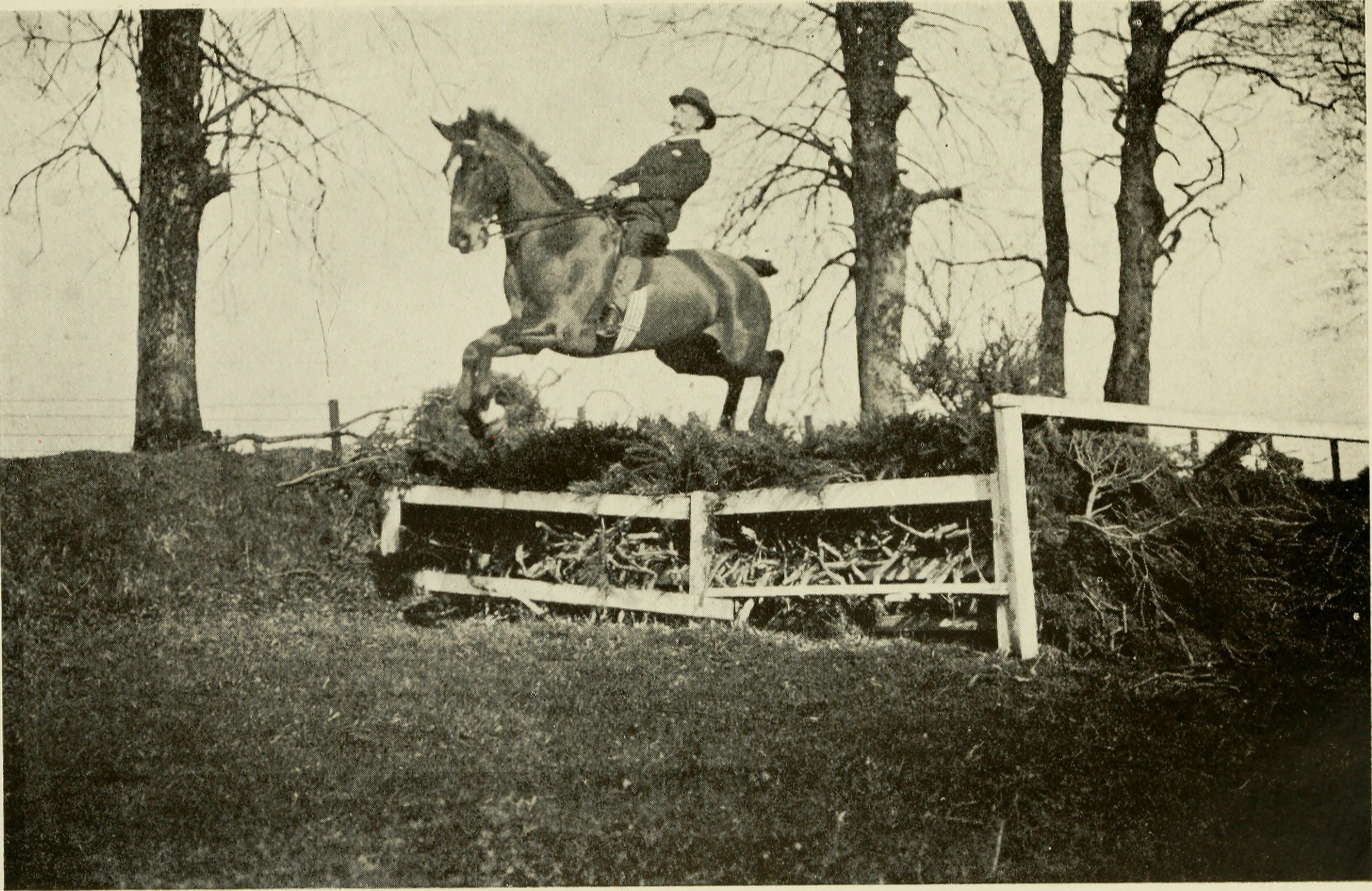
Üblicher Springsitz, bevor sich der leichte Sitz durchgesetzt hat

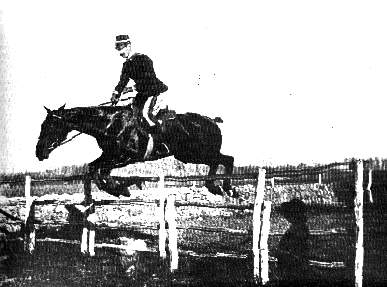
Caprilli, 1868–1907

Springturniere, die mit den heutigen vergleichbar sind, kamen in der zweiten Hälfte des 19. Jahrhunderts auf. Die ersten wichtigen Turniere waren die der Royal Dublin Society (Springprüfungen ab 1864, heute Dublin Horse Show) und der Concours central in Paris (ab 1866).
In den frühen Jahren des Springreitens war es zunächst üblich, dass der Reiter die Hindernisse mit langem Zügel und weit zurückgelehntem Körper überwand. Dem modernen Springsitz, geprägt durch den italienischen Rittmeister Federico Caprilli, verhalf insbesondere das erste große Militär-Reitturnier zum Durchbruch. Dieses wurde 1902 in Turin ausgetragen, hier stellte Caprilli einen (europäischen) Hochsprungrekord mit 2,08 m auf.
Waren bloße Hoch- und Weitsprungprüfungen die ersten Wettbewerbe gewesen, setzten sich Jagdspringen (Vorläufer der heutigen Springprüfungen) als Prüfungsform schnell durch. Die ersten Sprünge im Springreiten waren einfache Hindernisse im Stile von Steilsprüngen und Wassergräben. Bei den Turnieren im belgischen Spa 1899 und 1900 kamen erstmals Hindernisse wie eine Triplebarre und ein „Open ditch“ (Mauer mit einem Graben davor) in Europa zum Einsatz.

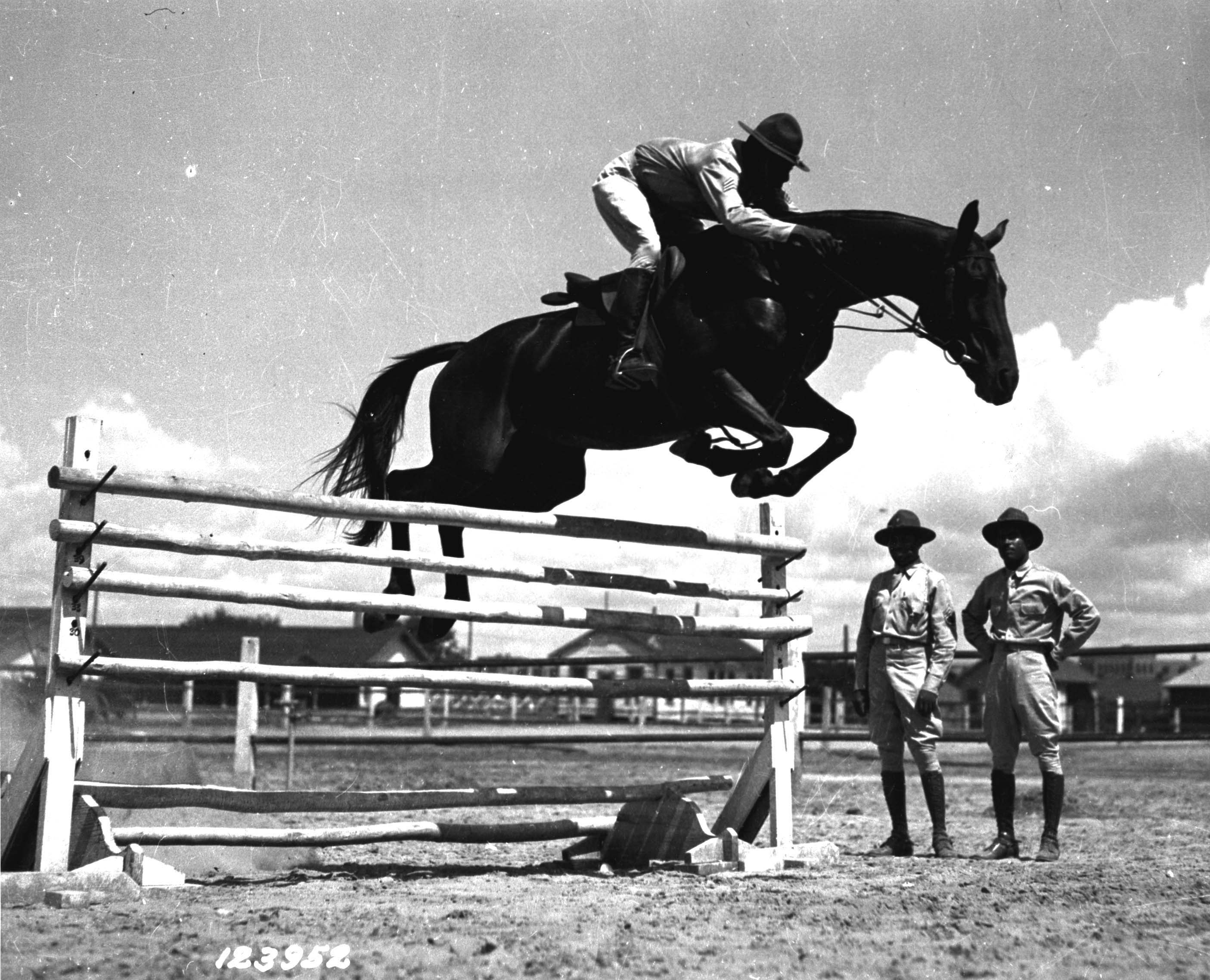
Springreiten in der US Army 1941

Über Jahrzehnte hinweg wurden Springprüfungen über naturnah gestaltete Hindernisse angehalten. Die Hindernisse waren auf graden Linien hintereinander angeordnet, es waren wenige Wendung und Handwechsel zu reiten. Der Kurs des seit den 1920er Jahren weitgehend unveränderten Deutsches Springderbys zeigt noch heute, welche Art von Springkursen damals üblich waren. Die heute üblichen Holzstangen waren bereits vor dem Zweiten Weltkrieg in der Parcouren zu finden.
Während die olympischen Kurse der 1950er Jahre noch nach dieser Grundidee gestaltet waren, entsprach die Art der Linienführung der olympischen Springkurse 1976 schon weitgehend der der heute üblichen.

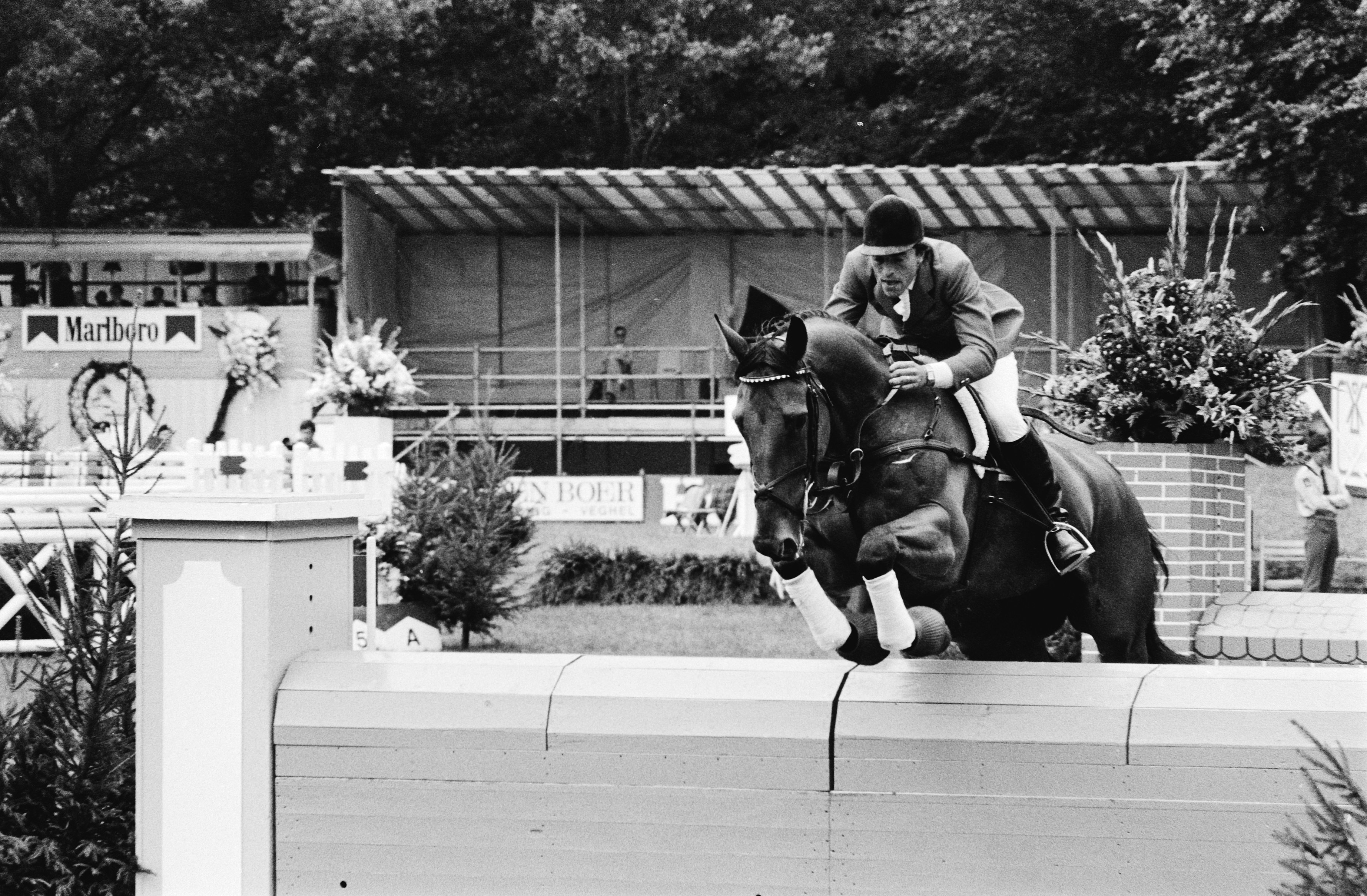
Henk Nooren überwindet ein Mauerhindernis beim Olympia-Ersatzwettbewerb 1980

Zu einem wesentlichen Umbruch in der Gestaltung der Hindernisse selbst führten die von Olaf Petersen gestalteten olympischen Springkurse von 1988. Waren zuvor die Hindernisse meist in gedeckten Farben gestaltet und sehr massiv (teilweise neun Stangen übereinander), wurden anschließend deutlich „luftigere“ Hindernisse mit wenigen Stangen und individuell gestalten Hindernisbestandteilen üblich. Sicherheitsauflagen, die unter erhöhter Belastung nach unten hin nachgeben, sorgen heute für eine deutlich reduzierte Unfallgefahr für Pferd und Reiter.
Springkonkurrenzen, an denen nur Reiterinnen teilnehmen dürfen, werden traditionell als Amazonenspringen bezeichnet. Seit 1975 gibt es jedoch bei Welt- und Europameisterschaften keine gesonderten Amazonenchampionate mehr, beide Geschlechter starten in der gleichen Kategorie. Seitdem hat die Zahl der Amazonenspringen abgenommen. Bei den deutschen Meisterschaften gibt es noch eine gesonderte Damenkonkurrenz, bei den Schweizer Meisterschaften dagegen nicht.
Im Topsport vollzog sich über die Jahrzehnte hinweg, aber besonders seit den 2000er Jahren eine deutliche Internationalisierung, Kommerzialisierung und Verdichtung des Turnierkalenders. Konnten bis in die 1990er Jahre die Topreiter ihre besten Pferde noch auf so besondere Kurse wie das Deutsche Springderby vorbereiten, werden heute an jedem Wochenende im Jahr eines oder vielfach gar mehrere Turniere der höchsten Kategorie (CSI 5*, Große Preisen mit mindestens 200.000 Euro Preisgeld) ausgetragen.
Wurden bereits erstmals Ende der 1990er Jahre durch die Turnierserie Pulsar Crown Millionenpreisgelder ausgelobt, dominiert heute im Sommerhalbjahr die auf fast 20 Turniere angewachsene Global Champions Tour und ihr Franchise-artiger Anhang (die Global Champions League) den Turnierkalender. Im Gegenzug kämpfen die in ihrer Tradition auf das Jahr 1909 zurückgehenden Nationenpreise gegen den drohenden Bedeutungsverlust.

## Olympische Geschichte
Olympisch ist Springreiten (Einzel) seit Paris 1900 (mit Unterbrechung bei den Spielen 1904 bis 1908). Siehe auch: Liste der Olympiasieger im Reitsport. Für Mannschaften ist es seit Antwerpen 1920 Teil der Olympischen Spiele. In Paris gab es einmalig Hoch- und Weitspringen zu Pferde.
Bis zu den Spielen in Mexiko-Stadt 1968 sowie wieder seit den Spielen in Tokio 2020 besteht eine Mannschaft aus nur drei Reitern, die alle gewertet wurden. Scheidet einer aus, war die Mannschaft aus dem Rennen. Aufgrund dieser Regelung gab es in Los Angeles 1932 keine Mannschaftsmedaillen, da kein komplettes Team durchkam.
Von den Spielen 1972 bis zu den Spielen 2016 bestand die Mannschaft aus bis zu vier Reitern. Die drei besten Ritte je Umlauf wurden dabei gewertet.

## Verbotene Auswüchse beim Springreiten
Beim Springreiten kommt es immer wieder zu verschiedenen Auswüchsen. Verbotene Handlungen sind unter anderem das Barren und das Blistern mit chemischen Substanzen, die am Bein des Pferdes ein starkes Brennen verursachen.
Auch der Einsatz von elektrischen Sporen ist verboten und führte 2021 gegenüber einem Springreiter zu einer zehnjährigen Sperre einschließlich Betretungsverbot für alle Turniere.
Seit 2021 wurde vom Weltpferdesportverband für alle internationalen Wettbewerbe verboten, die Hinterhand-Gamaschen extrem stramm anzuziehen, weil dadurch Berührungen für die Pferde besonders schmerzhaft werden und sie die Hinterläufe höher ziehen, um das Hindernis nicht zu berühren.

## Debatte über das Springreiten

Eadweard Muybridge Springen mit wenig Bascule 19. Jhdt.

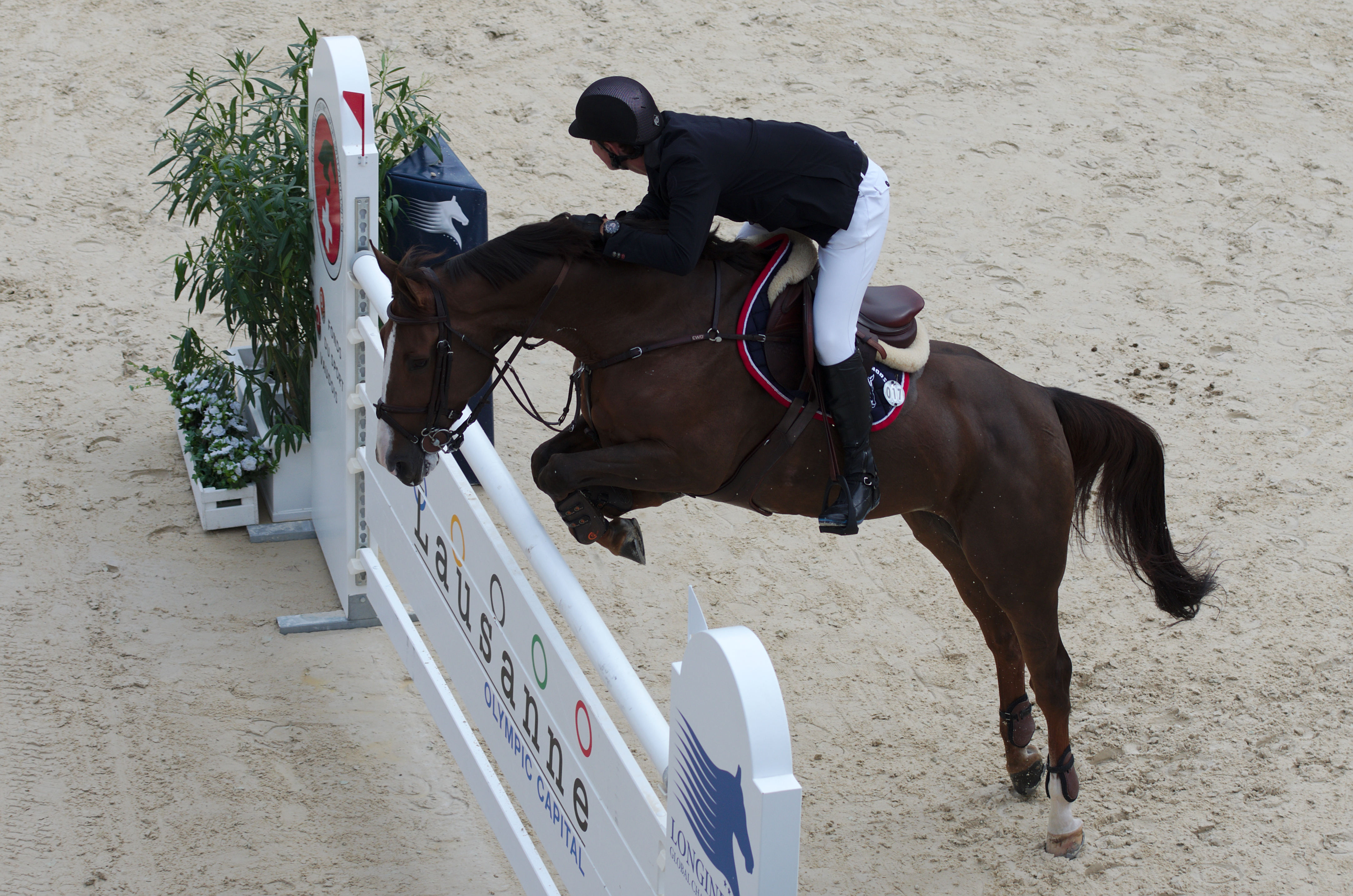
Gute Bascule am Sprung, das Pferd springt auf einer bogenförmigen Linie und wölbt den Rücken auf.

Die Auswüchse beim Springreiten rückte Horst Stern 1971 mit seinem Buch Bemerkungen über Pferde in das Bewusstsein der breiten Öffentlichkeit und initiierte eine Debatte über das Springreiten.

### Kontra Springreiten
- Der Wildbiologe und Fernsehmoderator Antal Festetics merkt an: „Das Pferd ist völlig ungeeignet zum Springen. Anders als etwa der Löwe hat es von Haus aus eine steife Wirbelsäule, und damit muss es bei einem Springturnier völlig artwidrig sein Eigengewicht und noch den Reiter über die Hürde bringen.“
- Wenn ein Pferd mit wenig Bascule springt, ist das für den Rücken des Pferdes nicht förderlich. Solche Technik sieht man häufiger in den unteren Klassen. Siehe Animation.

### Pro Springreiten
- Festetics Aussage, Pferde hätten eine steife Wirbelsäule, ist umstritten, da sowohl beim Springreiten (Bascule) als auch bei der Dressurreiterei die frei schwingende Wirbelsäule (Losgelassenheit) zu den Ausbildungszielen zählt.
- Jüngere Untersuchungen einer Arbeitsgruppe von Holger Preuschoft, emeritierter Professor für Anatomie von der Ruhr-Universität Bochum, kommen zu der Schlussfolgerung: „Es erweist sich, dass der Durchmesser der Wirbelsäule … an jeder Stelle genau den höchsten Kräften proportional ist, die wir für springende Pferde errechnet haben. (…) Aus diesem Befund kann man übrigens die Folgerung ableiten, dass Pferde durchaus für das Springen geschaffen sind.“[17]

## Ähnliche Sportdisziplinen
Seit 1997 gibt es die Sportart Offroad-Kjöring, bei der, ähnlich wie beim Skijöring, ein Inlineskater mit speziellen Offroad-Rollerblades von einem Springpferd gezogen wird. Es wird ein Parcours überwunden, der aus verschiedenen Hindernistypen besteht. Es gibt Steil- und Hochweitsprünge für Reiter und Skater, mit jeweils seitlich angebrachten Rampen für den Skater, Sprünge, die entweder nur der Skater oder nur der Reiter springt, sowie Slalom-Hindernisse speziell für den Skater.